# Rappresentanti del Colorado
Il Colorado è attualmente rappresentato alla Camera dei rappresentanti degli Stati Uniti da otto delegati, eletti in distretti con il sistema first-past-the-post ogni due anni. Dal momento dell'ingresso nell'Unione fino al 1893 lo stato fu rappresentato alla Camera da rappresentanti eletti at-large, cioè la base elettorale era costituita dall'intero stato.
Essendo il numero dei delegati proporzionale alla popolazione dello stato, nel passato lo stato ha potuto contare su una rappresentanza alla Camera che è cresciuta nel tempo, fino al numero massimo di otto raggiunto nel 2023, secondo i dati dell'ultimo censimento del 2020.

## Elenco

### Distretto congressualeat-largedel Territorio del Colorado
| N.                                                                         | Foto | Rappresentante                         | Partito                   | Carica         | Carica         | Congresso | Mandati | Elezioni    |
| N.                                                                         | Foto | Rappresentante                         | Partito                   | Inizio         | Termine        | Congresso | Mandati | Elezioni    |
| -------------------------------------------------------------------------- | ---- | -------------------------------------- | ------------------------- | -------------- | -------------- | --------- | ------- | ----------- |
| Il Distretto venne creato il 19 agosto 1861                                |      |                                        |                           |                |                |           |         |             |
| 1                                                                          |      | Hiram Pitt Bennet (1826-1914)          | Conservatore Repubblicano | 19 agosto 1861 | 3 marzo 1865   | 37 · 38   | 2       | 1860 · 1862 |
| 2                                                                          |      | Allen Alexander Bradford (1815-1888)   | Repubblicano              | 4 marzo 1865   | 3 marzo 1867   | 39        | 1       | 1864        |
| 3                                                                          |      | George Miles Chilcott (1828-1891)      | Repubblicano              | 4 marzo 1867   | 3 marzo 1869   | 40        | 1       | 1866        |
| 4                                                                          |      | Allen Alexander Bradford (1815-1888)   | Repubblicano              | 4 marzo 1869   | 3 marzo 1871   | 41        | 1       | 1868        |
| 5                                                                          |      | Jerome Bunty Chaffee (1825-1886)       | Repubblicano              | 4 marzo 1871   | 3 marzo 1875   | 42 · 43   | 2       | 1870 · 1872 |
| 6                                                                          |      | Thomas MacDonald Patterson (1839-1916) | Democratico               | 4 marzo 1875   | 1º agosto 1876 | 44        | 1⁄2     | 1874        |
| Il Distretto venne eliminato il 1 agosto 1876, dopo l'ingresso nell'Unione |      |                                        |                           |                |                |           |         |             |

### Distretto congressualeat-largedel Colorado
| N.                                           | Foto | Rappresentante                         | Partito      | Carica           | Carica           | Congresso    | Mandati | Elezioni                                        |
| N.                                           | Foto | Rappresentante                         | Partito      | Inizio           | Termine          | Congresso    | Mandati | Elezioni                                        |
| -------------------------------------------- | ---- | -------------------------------------- | ------------ | ---------------- | ---------------- | ------------ | ------- | ----------------------------------------------- |
| 1                                            |      | James B. Belford                       | Repubblicano | 3 ottobre 1876   | 13 dicembre 1877 | 44 · 45      | 1 1⁄2   | 1876 · 1877 Perse la rielezione                 |
| 2                                            |      | Thomas MacDonald Patterson (1839-1916) | Democratico  | 13 dicembre 1877 | 3 marzo 1879     | 45           | 1⁄2     | Vinse le elezioni speciali                      |
| 3                                            |      | James B. Belford                       | Repubblicano | 4 marzo 1879     | 3 marzo 1885     | 46 · 47 · 48 | 3       | 1989 · 1880 · 1882 Non ottenne la ricandidatura |
| 4                                            |      | George G. Symes                        | Repubblicano | 4 marzo 1885     | 3 marzo 1889     | 49 · 50      | 2       | 1884 · 1886                                     |
| 5                                            |      | Hosea Townsend                         | Repubblicano | 4 marzo 1889     | 3 marzo 1893     | 51 · 52      | 2       | 1888 · 1890                                     |
| Il Distretto venne eliminato il 3 marzo 1893 |      |                                        |              |                  |                  |              |         |                                                 |

### 1º distretto
| N.                                        | Foto    | Rappresentante     | Partito                      | Carica           | Carica           | Congresso                                                                               | Mandati | Elezioni                                                                                               |
| N.                                        | Foto    | Rappresentante     | Partito                      | Inizio           | Termine          | Congresso                                                                               | Mandati | Elezioni                                                                                               |
| ----------------------------------------- | ------- | ------------------ | ---------------------------- | ---------------- | ---------------- | --------------------------------------------------------------------------------------- | ------- | --- |
| Il Distretto venne creato il 4 marzo 1893 |         |                    |                              |                  |                  |                                                                                         |         | |
| 1                                         |         | Lafayette Pence    | Populista                    | 4 marzo 1893     | 3 marzo 1895     | 53                                                                                      | 1       | 1892 Perse la rielezione                                                                               |
| 2                                         |         | John F. Shafroth   | Repubblicano poi Democratico | 4 marzo 1895     | 16 febbraio 1904 | 54 · 55 · 56 · 57 · 58                                                                  | 4 1⁄2   | 1894 · 1896 · 1898 · 1900 · 1902 Perse la rielezione                                                   |
| 3                                         |         | Robert W. Bonynge  | Repubblicano                 | 16 febbraio 1904 | 3 marzo 1909     | 58 · 59 · 60                                                                            | 2 1⁄2   | Vinse le elezioni speciali 1904 · 1906 Perse la rielezione                                             |
| 4                                         |         | Atterson W. Rucker | Democratico                  | 4 marzo 1909     | 3 marzo 1913     | 61 · 62                                                                                 | 2       | 1908 · 1910 Perse la rielezione                                                                        |
| 5                                         |         | George Kindel      | Democratico                  | 4 marzo 1913     | 3 marzo 1915     | 63                                                                                      | 1       | 1912 Candidatosi come senatore                                                                         |
| 6                                         |         | Benjamin Hilliard  | Democratico                  | 4 marzo 1915     | 3 marzo 1919     | 64 · 65                                                                                 | 2       | 1914 · 1916 Perse la rielezione                                                                        |
| 7                                         |         | William Vaile      | Repubblicano                 | 4 marzo 1919     | 2 luglio 1927    | 66 · 67 · 68 · 69 · 70                                                                  | 4 1⁄2   | 1918 · 1920 · 1922 · 1924 · 1926 Deceduto                                                              |
| Vacante                                   | Vacante | Vacante            | Vacante                      | 2 luglio 1927    | 15 novembre 1927 | 70                                                                                      |         | |
| 8                                         |         | S. Harrison White  | Democratico                  | 15 novembre 1927 | 3 marzo 1929     | 70                                                                                      | 1⁄2     | Eletto per terminare il mandato Perse la rielezione                                                    |
| 9                                         |         | William R. Eaton   | Repubblicano                 | 4 marzo 1929     | 3 marzo 1933     | 71 · 72                                                                                 | 2       | 1928 · 1930                                                                                            |
| 10                                        |         | Lawrence Lewis     | Democratico                  | 4 marzo 1933     | 9 dicembre 1943  | 73 · 74 · 75 · 76 · 77 · 78                                                             | 5 1⁄2   | 1932 · 1934 · 1936 · 1938 · 1940 · 1942 Deceduto                                                       |
| Vacante                                   | Vacante | Vacante            | Vacante                      | 9 dicembre 1943  | 7 marzo 1944     | 78                                                                                      |         | |
| 11                                        |         | Dean M. Gillespie  | Repubblicano                 | 7 marzo 1944     | 3 gennaio 1947   | 78 · 79                                                                                 | 1 1⁄2   | Eletto per terminare il mandato · 1944 Perse la rielezione                                             |
| 12                                        |         | John A. Carroll    | Democratico                  | 3 gennaio 1947   | 3 gennaio 1951   | 80 · 81                                                                                 | 2       | 1946 · 1948 Candidatosi come senatore                                                                  |
| 13                                        |         | Byron Rogers       | Democratico                  | 3 gennaio 1951   | 3 gennaio 1971   | 82 · 83 · 84 · 85 · 86 · 87 · 88 · 89 · 90 · 91                                         | 10      | 1950 · 1952 · 1954 · 1956 · 1958 · 1960 · 1962 · 1964 · 1966 · 1968 Non ottenne la ricandidatura       |
| 14                                        |         | Mike McKevitt      | Repubblicano                 | 3 gennaio 1971   | 3 gennaio 1973   | 92                                                                                      | 1       | 1970 Perse la rielezione                                                                               |
| 15                                        |         | Pat Schroeder      | Democratico                  | 3 gennaio 1973   | 3 gennaio 1997   | 93 · 94 · 95 · 96 · 97 · 98 · 99 · 100 · 101 · 102 · 103 · 104                          | 12      | 1972 · 1974 · 1976 · 1978 · 1980 · 1982 · 1984 · 1986 · 1988 · 1990 · 1992 · 1994 Non ricandidatasi    |
| 16                                        |         | Diana DeGette      | Democratico                  | 3 gennaio 1997   | In carica        | 105 · 106 · 107 · 108 · 109 · 110 · 111 · 112 · 113 · 114 · 115 · 116 · 117 · 118 · 119 | 15      | 1996 · 1998 · 2000 · 2002 · 2004 · 2006 · 2008 · 2010 · 2012 · 2014 · 2016 · 2018 · 2020 · 2022 · 2024 |

### 2º distretto
| N.                                        | Foto | Rappresentante        | Partito      | Carica         | Carica         | Congresso                                  | Mandati | Elezioni                                                                                  |
| N.                                        | Foto | Rappresentante        | Partito      | Inizio         | Termine        | Congresso                                  | Mandati | Elezioni                                                                                  |
| ----------------------------------------- | ---- | --------------------- | ------------ | -------------- | -------------- | ------------------------------------------ | ------- | ----------------------------------------------------------------------------------------- |
| Il Distretto venne creato il 4 marzo 1893 |      |                       |              |                |                |                                            |         |                                                                                           |
| 1                                         |      | John Calhoun Bell     | Populista    | 4 marzo 1893   | 3 marzo 1903   | 53 · 54 · 55 · 56 · 57                     | 5       | 1892 · 1894 · 1896 · 1898 · 1900 Perse la rielezione                                      |
| 2                                         |      | Herschel M. Hogg      | Repubblicano | 4 marzo 1903   | 3 marzo 1907   | 58 · 59                                    | 2       | 1902 · 1904 Ritiratosi                                                                    |
| 3                                         |      | Warren A. Haggott     | Repubblicano | 4 marzo 1907   | 3 marzo 1909   | 60                                         | 1       | 1906 Perse la rielezione                                                                  |
| 4                                         |      | John Andrew Martin    | Democratico  | 4 marzo 1909   | 3 marzo 1913   | 61 · 62                                    | 2       | 1908 · 1910 Ritiratosi                                                                    |
| 5                                         |      | Harry H. Seldomridge  | Democratico  | 4 marzo 1913   | 3 marzo 1915   | 63                                         | 1       | 1912 Perse la rielezione                                                                  |
| 6                                         |      | Charles B. Timberlake | Repubblicano | 4 marzo 1915   | 3 marzo 1933   | 64 · 65 · 66 · 67 · 68 · 69 · 70 · 71 · 72 | 9       | 1914 · 1916 · 1918 · 1920 · 1922 · 1924 · 1926 · 1928 · 1930 Non ottenne la ricandidatura |
| 7                                         |      | Fred N. Cummings      | Democratico  | 4 marzo 1933   | 3 gennaio 1941 | 73 · 74 · 75 · 76                          | 4       | 1932 · 1924 · 1936 · 1938 Perse la rielezione                                             |
| 8                                         |      | William S. Hill       | Repubblicano | 3 gennaio 1941 | 3 gennaio 1959 | 77 · 78 · 79 · 80 · 81 · 82 · 83 · 84 · 85 | 9       | 1940 · 1942 · 1944 · 1946 · 1948 · 1950 · 1952 · 1954 · 1956 Non ricandidatosi            |
| 9                                         |      | Byron Johnson         | Democratico  | 3 gennaio 1959 | 3 gennaio 1961 | 86                                         | 1       | 1958 Perse la rielezione                                                                  |
| 10                                        |      | Pete Dominick         | Repubblicano | 3 gennaio 1961 | 3 gennaio 1963 | 87                                         | 1       | 1960 Candidatosi come senatore                                                            |
| 11                                        |      | Don Brotzman          | Repubblicano | 3 gennaio 1963 | 3 gennaio 1965 | 88                                         | 1       | 1962                                                                                      |
| 12                                        |      | Roy H. McVicker       | Democratico  | 3 gennaio 1965 | 3 gennaio 1967 | 89                                         | 1       | 1964 Perse la rielezione                                                                  |
| 13                                        |      | Don Brotzman          | Repubblicano | 3 gennaio 1967 | 3 gennaio 1975 | 90 · 91 · 92 · 93                          | 4       | 1866 · 1968 · 1970 · 1972 Perse la rielezione                                             |
| 14                                        |      | Tim Wirth             | Democratico  | 3 gennaio 1975 | 3 gennaio 1987 | 94 · 95 · 96 · 97 · 98 · 99                | 6       | 1974 · 1976 · 1978 · 1980 · 1982 · 1984 Candidatosi al Senato                             |
| 15                                        |      | David Skaggs          | Democratico  | 3 gennaio 1987 | 3 gennaio 1999 | 100 · 101 · 102 · 103 · 104 · 105          | 6       | 1986 · 1988 · 1990 · 1992 · 1994 · 1996 Non ricandidatosi                                 |
| 16                                        |      | Mark Udall            | Democratico  | 3 gennaio 1999 | 3 gennaio 2009 | 106 · 107 · 108 · 109 · 110                | 5       | 1998 · 2000 · 2002 · 2004 · 2006 Candidatosi al Senato                                    |
| 17                                        |      | Jared Polis           | Democratico  | 3 gennaio 2009 | 3 gennaio 2019 | 111 · 112 · 113 · 114 · 115                | 5       | 2008 · 2010 · 2012 · 2014 · 2016 Candidatosi a Governatore                                |
| 18                                        |      | Joe Neguse            | Democratico  | 3 gennaio 2019 | In carica      | 116 · 117 · 118 · 119                      | 4       | 2018 · 2020 · 2022 · 2024                                                                 |

### 3º distretto
| N.                                        | Foto    | Rappresentante          | Partito      | Carica           | Carica           | Congresso                         | Mandati | Elezioni                                                           |
| N.                                        | Foto    | Rappresentante          | Partito      | Inizio           | Termine          | Congresso                         | Mandati | Elezioni                                                           |
| ----------------------------------------- | ------- | ----------------------- | ------------ | ---------------- | ---------------- | --------------------------------- | ------- | ------------------------------------------------------------------ |
| Il Distretto venne creato il 4 marzo 1903 |         |                         |              |                  |                  |                                   |         |                                                                    |
| 1                                         |         | Franklin Eli Brooks     | Repubblicano | 4 marzo 1903     | 3 marzo 1907     | 58 · 59                           | 2       | 1902 · 1904 Non ricandidatosi                                      |
| 2                                         |         | George W. Cook          | Repubblicano | 4 marzo 1907     | 3 marzo 1909     | 60                                | 1       | 1906 Non ricandidatosi                                             |
| 3                                         |         | Edward T. Taylor        | Democratico  | 4 marzo 1909     | 3 marzo 1913     | 61 · 62                           | 2       | 1908 · 1910 Candidatosi nel 4º distretto                           |
| 4                                         |         | Edward Keating          | Democratico  | 4 marzo 1913     | 3 marzo 1919     | 63 · 64 · 65                      | 3       | 1912 · 1914 · 1916 Perse la rielezione                             |
| 5                                         |         | Guy Urban Hardy         | Repubblicano | 4 marzo 1919     | 3 marzo 1933     | 66 · 67 · 68 · 69 · 70 · 71 · 72  | 7       | 1918 · 1920 · 1922 · 1924 · 1926 · 1928 · 1930 Perse la rielezione |
| 6                                         |         | John Andrew Martin      | Democratico  | 4 marzo 1933     | 23 dicembre 1939 | 73 · 74 · 75 · 76                 | 3 1⁄2   | 1932 · 1934 · 1936 · 1938 Deceduto                                 |
| Vacante                                   | Vacante | Vacante                 | Vacante      | 23 dicembre 1939 | 5 novembre 1940  | 76                                |         |                                                                    |
| 7                                         |         | William Evans Burney    | Democratico  | 5 novembre 1940  | 3 gennaio 1941   | 76                                | 1⁄2     | Eletto per terminare il mandato Non ricandidatosi                  |
| 8                                         |         | J. Edgar Chenoweth      | Repubblicano | 3 gennaio 1941   | 3 gennaio 1949   | 77 · 78 · 79 · 80                 | 4       | 1940 · 1942 · 1944 · 1946 Perse la rielezione                      |
| 9                                         |         | John Henry Marsalis     | Democratico  | 3 gennaio 1949   | 3 gennaio 1951   | 81                                | 1       | 1948 Perse la rielezione                                           |
| 10                                        |         | J. Edgar Chenoweth      | Repubblicano | 3 gennaio 1951   | 3 gennaio 1965   | 82 · 83 · 84 · 85 · 86 · 87 · 88  | 7       | 1950 · 1952 · 1954 · 1956 · 1958 · 1960 · 1962                     |
| 11                                        |         | Frank Evans             | Democratico  | 3 gennaio 1965   | 3 gennaio 1979   | 89 · 90 · 91 · 92 · 93 · 94 · 95  | 7       | 1964 · 1966 · 1968 · 1970 · 1972 · 1974 · 1976 Non ricandidatosi   |
| 12                                        |         | Ray Kogovsek            | Democratico  | 3 gennaio 1979   | 3 gennaio 1985   | 96 · 97 · 98                      | 3       | 1978 · 1980 · 1982 Non ricandidatosi                               |
| 13                                        |         | Mike Strang             | Repubblicano | 3 gennaio 1985   | 3 gennaio 1987   | 99                                | 1       | 1984 Perse la rielezione                                           |
| 14                                        |         | Ben Nighthorse Campbell | Democratico  | 3 gennaio 1987   | 3 gennaio 1993   | 100 · 101 · 102                   | 3       | 1986 · 1988 · 1990 Candidatosi al Senato                           |
| 15                                        |         | Scott McInnis           | Repubblicano | 3 gennaio 1993   | 3 gennaio 2005   | 103 · 104 · 105 · 106 · 107 · 108 | 6       | 1992 · 1994 · 1996 · 1998 · 2000 · 2002 Non ricandidatosi          |
| 16                                        |         | John Salazar            | Democratico  | 3 gennaio 2005   | 3 gennaio 2011   | 109 · 110 · 111                   | 3       | 2004 · 2006 · 2008 Perse la rielezione                             |
| 17                                        |         | Scott Tipton            | Repubblicano | 3 gennaio 2011   | 3 gennaio 2021   | 112 · 113 · 114 · 115 · 116       | 5       | 2010 · 2012 · 2014 · 2016 · 2018 Perse la rielezione               |
| 18                                        |         | Lauren Boebert          | Repubblicano | 3 gennaio 2021   | In carica        | 117 · 118                         | 2       | 2020 · 2022 Candidatasi nel 4º distretto                           |
| 19                                        |         | Jeff Hurd               | Repubblicano | 3 gennaio 2025   |                  | 119                               | 1       | 2024                                                               |

### 4º distretto
| N.                                        | Foto    | Rappresentante     | Partito      | Carica           | Carica           | Congresso                                                                | Mandati | Elezioni |
| N.                                        | Foto    | Rappresentante     | Partito      | Inizio           | Termine          | Congresso                                                                | Mandati | Elezioni |
| ----------------------------------------- | ------- | ------------------ | ------------ | ---------------- | ---------------- | ------------------------------------------------------------------------ | ------- | --- |
| Il Distretto venne creato il 4 marzo 1913 |         |                    |              |                  |                  |                                                                          |         | |
| 1                                         |         | Edward T. Taylor   | Democratico  | 4 marzo 1915     | 3 settembre 1941 | 63 · 64 · 65 · 66 · 67 · 68 · 69 · 70 · 71 · 72 · 73 · 74 · 75 · 76 · 77 | 141⁄2   | 1912 · 1914 · 1916 · 1918 · 1920 · 1922 · 1924 · 1926 · 1928 · 1930 · 1932 · 1934 · 1936 · 1938 · 1940 Deceduto |
| Vacante                                   | Vacante | Vacante            | Vacante      | 3 settembre 1941 | 9 dicembre 1941  | 77                                                                       |         | |
| 2                                         |         | Robert F. Rockwell | Repubblicano | 9 dicembre 1941  | 3 gennaio 1949   | 77 · 78 · 79 · 80                                                        | 3 1⁄2   | Eletto per terminare il mandato · 1942 · 1944 · 1946 Perse la rielezione                                        |
| 3                                         |         | Wayne N. Aspinall  | Democratico  | 3 gennaio 1949   | 3 gennaio 1973   | 81 · 82 · 83 · 84 · 85 · 86 · 87 · 88 · 89 · 90 · 91 · 92                | 11      | 1948 · 1950 · 1952 · 1954 · 1956 · 1958 · 1960 · 1962 · 1964 · 1966 · 1968 · 1970 Non ottenne la ricandidatura  |
| 4                                         |         | Jim Johnson        | Repubblicano | 3 gennaio 1973   | 3 gennaio 1981   | 93 · 94 · 95 · 96                                                        | 4       | 1972 · 1974 · 1976 · 1978 Ritiratosi                                                                            |
| 5                                         |         | Hank Brown         | Repubblicano | 3 gennaio 1981   | 3 gennaio 1991   | 97 · 98 · 99 · 100 · 101                                                 | 5       | 1980 · 1982 · 1984 · 1986 · 1988 Candidatosi come senatore                                                      |
| 6                                         |         | Wayne Allard       | Repubblicano | 3 gennaio 1991   | 3 gennaio 1997   | 102 · 103 · 104                                                          | 3       | 1990 · 1992 · 1994 Candidatosi come senatore                                                                    |
| 7                                         |         | Bob Schaffer       | Repubblicano | 3 gennaio 1997   | 3 gennaio 2003   | 105 · 106 · 107                                                          | 3       | 1996 · 1998 · 2000 Ritiratosi                                                                                   |
| 8                                         |         | Marilyn Musgrave   | Repubblicano | 3 gennaio 2003   | 3 gennaio 2009   | 108 · 109 · 110                                                          | 3       | 2002 · 2004 · 2006 Perse la rielezione                                                                          |
| 9                                         |         | Betsy Markey       | Democratico  | 3 gennaio 2009   | 3 gennaio 2011   | 111                                                                      | 1       | 2008 Perse la rielezione                                                                                        |
| 10                                        |         | Cory Gardner       | Repubblicano | 3 gennaio 2011   | 3 gennaio 2015   | 112 · 113                                                                | 2       | 2010 · 2012 Candidatosi come senatore                                                                           |
| 11                                        |         | Ken Buck           | Repubblicano | 3 gennaio 2015   | 22 marzo 2024    | 114 · 115 · 116 · 117 · 118                                              | 4 1⁄2   | 2014 · 2016 · 2018 · 2020 · 2022 Dimessosi                                                                      |
| Vacante                                   | Vacante | Vacante            | Vacante      | 22 marzo 2024    | 8 luglio 2024    | 118                                                                      |         | |
| 12                                        |         | Greg Lopez         | Repubblicano | 8 luglio 2024    | 3 gennaio 2025   | 118                                                                      | 1⁄2     | Eletto per terminare il mandato                                                                                 |
| 13                                        |         | Lauren Boebert     | Repubblicano | 3 gennaio 2025   | in carica        | 119                                                                      | 1       | 2024 |

### 5º distretto
| N.                                          | Foto | Rappresentante       | Partito      | Carica         | Carica         | Congresso                                                 | Mandati | Elezioni                                                                              |
| N.                                          | Foto | Rappresentante       | Partito      | Inizio         | Termine        | Congresso                                                 | Mandati | Elezioni                                                                              |
| ------------------------------------------- | ---- | -------------------- | ------------ | -------------- | -------------- | --------------------------------------------------------- | ------- | ------------------------------------------------------------------------------------- |
| Il Distretto venne creato il 3 gennaio 1973 |      |                      |              |                |                |                                                           |         |                                                                                       |
| 1                                           |      | William L. Armstrong | Repubblicano | 3 gennaio 1973 | 3 gennaio 1979 | 93 · 94 · 95                                              | 3       | 1972 · 1974 · 1976 Candidatosi come senatore                                          |
| 2                                           |      | Ken Kramer           | Repubblicano | 3 gennaio 1979 | 3 gennaio 1987 | 96 · 97 · 98 · 99                                         | 4       | 1978 · 1980 · 1982 · 1984 Candidatosi come senatore                                   |
| 3                                           |      | Joel Hefley          | Repubblicano | 3 gennaio 1987 | 3 gennaio 2007 | 100 · 101 · 102 · 103 · 104 · 105 · 106 · 107 · 108 · 109 | 10      | 1986 · 1988 · 1990 · 1992 · 1994 · 1996 · 1998 · 2000 · 2002 · 2004 Non ricandidatosi |
| 4                                           |      | Doug Lamborn         | Repubblicano | 3 gennaio 2007 | 3 gennaio 2025 | 110 · 111 · 112 · 113 · 114 · 115 · 116 · 117 · 118       | 9       | 2006 · 2008 · 2010 · 2012 · 2014 · 2016 · 2018 · 2020 · 2022 Non ricandidatosi        |
| 5                                           |      | Jeff Crank           | Repubblicano | 3 gennaio 2025 | in carica      | 119                                                       | 1       | 2024                                                                                  |

### 6º distretto
| N.                                          | Foto    | Rappresentante           | Partito      | Carica         | Carica         | Congresso                                   | Mandati | Elezioni                                                                                                   |
| N.                                          | Foto    | Rappresentante           | Partito      | Inizio         | Termine        | Congresso                                   | Mandati | Elezioni                                                                                                   |
| ------------------------------------------- | ------- | ------------------------ | ------------ | -------------- | -------------- | ------------------------------------------- | ------- | --- |
| Il Distretto venne creato il 3 gennaio 1983 |         |                          |              |                |                |                                             |         | |
| Vacante                                     | Vacante | Vacante                  | Vacante      | 3 gennaio 1983 | 29 marzo 1983  | 98                                          | 1⁄2     | Il Repubblicano Jack Swigert venne eletto deputato ma morì prima di entrare in carica                      |
| 1                                           |         | Dan Schaefer (1936-2006) | Repubblicano | 29 marzo 1983  | 3 gennaio 1999 | 98 · 99 · 100 · 101 · 102 · 103 · 104 · 105 | 7 1⁄2   | Eletto per terminare il periodo vacante · 1984 · 1986 · 1988 · 1990 · 1992 · 1994 · 1996 Non ricandidatosi |
| 2                                           |         | Tom Tancredo (1945-)     | Repubblicano | 3 gennaio 1999 | 3 gennaio 2009 | 106 · 107 · 108 · 109 · 110                 | 5       | 1998 · 2000 · 2002 · 2004 · 2006 Non ricandidatosi                                                         |
| 3                                           |         | Mike Coffman (1955-)     | Repubblicano | 3 gennaio 2009 | 3 gennaio 2019 | 111 · 112 · 113 · 114 · 115                 | 5       | 2008 · 2010 · 2012 · 2014 · 2016 Perse la rielezione                                                       |
| 4                                           |         | Jason Crow               | Democratico  | 3 gennaio 2019 | in carica      | 116 · 117 · 118 · 119                       | 4       | 2018 · 2020 · 2022 · 2024                                                                                  |

### 7º distretto
| N.                                          | Foto | Rappresentante        | Partito      | Carica         | Carica         | Congresso                                     | Mandati | Elezioni                                                                |
| N.                                          | Foto | Rappresentante        | Partito      | Inizio         | Termine        | Congresso                                     | Mandati | Elezioni                                                                |
| ------------------------------------------- | ---- | --------------------- | ------------ | -------------- | -------------- | --------------------------------------------- | ------- | ----------------------------------------------------------------------- |
| Il Distretto venne creato il 3 gennaio 2003 |      |                       |              |                |                |                                               |         |                                                                         |
| 1                                           |      | Bob Beauprez (1948-)  | Repubblicano | 3 gennaio 2003 | 3 gennaio 2007 | 108 · 109                                     | 2       | 2002 · 2004 Candidatosi a Governatore del Colorado                      |
| 2                                           |      | Ed Perlmutter (1953-) | Democratico  | 3 gennaio 2007 | 3 gennaio 2023 | 110 · 111 · 112 · 113 · 114 · 115 · 116 · 117 | 8       | 2006 · 2008 · 2010 · 2012 · 2014 · 2016 · 2018 · 2020 Non ricandidatosi |
| 3                                           |      | Brittany Pettersen    | Democratico  | 3 gennaio 2023 | in carica      | 118 · 119                                     | 2       | 2022 · 2024                                                             |

### 8º distretto
| N.                                          | Foto | Rappresentante | Partito      | Carica         | Carica    | Congresso | Mandati | Elezioni |
| N.                                          | Foto | Rappresentante | Partito      | Inizio         | Fine      | Congresso | Mandati | Elezioni |
| ------------------------------------------- | ---- | -------------- | ------------ | -------------- | --------- | --------- | ------- | -------- |
| Il Distretto venne creato il 3 gennaio 2023 |      |                |              |                |           |           |         |          |
| 1                                           |      | Yadira Caraveo | Democratico  | 3 gennaio 2023 | in carica | 118       | 1       | 2022     |
| 2                                           |      | Gabe Evans     | Repubblicano | 3 gennaio 2025 |           | 119       | 1       | 2024     |